# Joel de Almeida
Joel de Almeida (Rio de Janeiro, 5 de novembro de 1913 — São Paulo, 1º de abril de 1993) foi um cantor, compositor e radialista brasileiro.
Fez sucesso sobretudo interpretando marchas de Carnaval a partir dos anos 1940.

## Carreira
No início da carreira, formou, com o cantor Gaúcho uma dupla de sucesso. No fim da década, a dupla se desfez e Joel seguiu carreira gravando sozinho, após um curto retorno no início da década de 1950.
Em 1956 gravou "Quem sabe sabe", marchinha sua e de Carvalhinho, até hoje uma das mais lembradas nos bailes de Carnaval.
Em 1958 vieram outros sucessos: de João de Barro, a marcha "Campeão do mundo" (que se tornou hino da campanha da Seleção Brasileira de Futebol na Copa do Mundo de 1958) e o samba "Leonor"; com Aracy de Almeida, as marchas "Vai ver que é" (Carvalhinho) e "A mulata é que é mulher" (Miguel Gustavo e Otolindo Lopes); "Madureira chorou" (Carvalhinho e Júlio Monteiro), homenagem à vedete de teatro de revista Zaquia Jorge, mulher de Júlio Monteiro. 
Foi nessa época que se tornou diretor artístico da gravadora Polydor, contribuindo para lançar a carreira de um jovem talentoso chamado Roberto Carlos, com a intenção de competir com João Gilberto.
Identificado com o Carnaval, Joel participou de vários filmes do gênero chanchada, cantando marchinhas de sucesso.
Trabalhou como radialista na Rádio Tupi de São Paulo.

## Discografia
- Promessa / Trabalhar eu não (1946) Odeon 78
- Ai! Que bom / Hoje, a coisa é diferente (1951) Todamérica 78
- Madalena vai casar / Bebo pra esquecer (1951) Carnaval 78
- Reminiscências de Joel e Gaúcho (pot-pourri) / Seu felicidade (1955) Odeon 78
- Sucessos da velha guarda / Canção para inglês ver (1955) Odeon 78
- O que é?...o que é? / Agora é cinza (1955) Odeon 78
- Camisolão / Papai chegou (1955) Odeon 78
- Sucessos de ontem / Loura ou morena (1956) Odeon 78
- Salada chinesa / Nega (1956) Odeon 78
- Zazá / Ficha na caixa (1956) Odeon 78
- Carnaval de outrora / Maria sem dó (1956) Magisom 78
- Bota rolha / A cigarra e a formiga (1956) MOMO 78
- Não quero mais amor / Isso não se faz (1957) Odeon 78
- Sou feliz / Cristo nasceu na Bahia (1957) Odeon 78
- Madureira chorou / Tiro leite (1957) Odeon 78
- Campeão do mundo / Leonor (1958) Continental 78
- Vai ver que é / A mulata é que é mulher (1958) Polydor 78
- O bebê sempre ganha / Vem querida... (1958) Odeon 78
- Sonhando à beira-mar / Baião da solteirona (1958) Odeon 78
- Linda brincadeira / Fita os olhos meus (1959) Polydor 78
- Pé-de-cana / Eu gostava tanto dela (1961) RGE 78
- Tá pegando fogo / Pierrô chorou (1961) RCA Victor 78
- Elza / Pau no burro (1963) Continental 78

## Trabalhos no cinema
- Bom Mesmo É Carnaval (1962)
- O Viúvo Alegre (1960)
- Entrei de Gaiato (1959)
- Mulheres à Vista (1959)
- É de Chuá! (1958)
- Garotas e Samba (1957)
- O Feijão É Nosso (1955)
- Esta É Fina (1948) (as Joel)
- Este Mundo É um Pandeiro (1947)
- Segura Esta Mulher (1946) (as Joel)
- Não Adianta Chorar (1945)
- Tristezas não Pagam Dívidas (1943)
- Laranja-da-China (1940)
- Céu Azul (1940) (as Joel)
- Alô Alô Carnaval (1936)
- Cidade-Mulher (1936)